# Sonorella bicipitis
Sonorella bicipitis är en snäckart som beskrevs av Henry Augustus Pilsbry och James Henry Ferriss 1910. Sonorella bicipitis ingår i släktet Sonorella och familjen Helminthoglyptidae. Inga underarter finns listade i Catalogue of Life.